# Erwin Friebel
Erwin Friebel (Delft, 27 maart 1983) is een voormalig Nederlands voetballer. De doelman speelde onder meer voor Almere City FC en RBC Roosendaal. In de jeugd verdedigde hij het doel bij DVV Delft, DHC, ADO Den Haag en Feyenoord.
Friebel debuteerde in het betaalde voetbal op 16 oktober 2004 met RBC Roosendaal tegen FC Den Bosch.

## Carrière
| Seizoen | Club           | Wedstrijden | Doelpunten | Competitie     |
| ------- | -------------- | ----------- | ---------- | -------------- |
| 2002/03 | RBC Roosendaal | 0           | 0          | Eredivisie     |
| 2003/04 | RBC Roosendaal | 0           | 0          | Eredivisie     |
| 2004/05 | RBC Roosendaal | 13          | 0          | Eredivisie     |
| 2005/06 | RBC Roosendaal | 5           | 0          | Eredivisie     |
| 2006/07 | RBC Roosendaal | 34          | 0          | Eerste Divisie |
| 2007/08 | RBC Roosendaal | 34          | 0          | Eerste Divisie |
| 2008/09 | RBC Roosendaal | 11          | 0          | Eerste Divisie |
| 2009/10 | FC Omniworld   | 37          | 0          | Eerste Divisie |
| 2010/11 | Almere City FC | 20          | 0          | Eerste Divisie |
| 2011/12 | Almere City FC | 1           | 0          | Eerste Divisie |
| Totaal  |                | 134         | 0          |                |